# 哈菲兹土耳其爬鰍
哈菲兹土耳其爬鰍（學名：Turcinoemacheilus hafezi）為輻鰭魚綱鯉形目條鰍科土耳其爬鰍屬的其中一種。hafezi是以波斯著名的抒情詩人哈菲茲所命名。分布於亞洲伊朗的卡倫河和德茲河流域，體長可達6.7公分，棲息在水流快速、岩石底質的河川底層水域，生活習性不明。

## 扩展阅读
維基物種上的相關：哈菲兹土耳其爬鰍